# Anonymous for the Voiceless
Ne doit pas être confondu avec Anonymous (collectif).
Anonymous for the Voiceless (AV) est une association défendant les droits des animaux, dans une perspective antispéciste et abolitionniste. Elle est spécialisée dans l'activisme de rue, et a été créée en avril 2016 à Melbourne, en Australie,. L'association est connue pour ses actions « Cube of Truth » (« Cube de la Vérité »), à travers des centaines d'endroits dans le monde. L'objectif de ce mouvement est de sensibiliser le public à la cause animale, et de promouvoir le véganisme. AV n'est pas directement lié au groupe hacktiviste « Anonymous », malgré l'utilisation de masques similaires.

## Influences
Les fondateurs de l'association, Asal Alamdari et Paul Bashir, se sont inspirés d'un groupe de militants véganes du Royaume-Uni : The Earthlings Experience.
Le site officiel d'AV cite Martin Luther King : « Those who love peace must learn to organise as effectively as those who love war » (en français : « Ceux qui aiment la paix doivent autant s'organiser que ceux qui aiment la guerre »).

## Mode d'action
Les actions de l'association prennent la forme de « cubes », dans lesquels un groupe de personnes vêtues de noir et portant des masques de Guy Fawkes, forment un carré tourné vers l’extérieur, tout en tenant des pancartes ou des écrans montrant des images graphiques de l'exploitation des animaux. La taille des cubes varie en fonction du nombre de militants ou de l’emplacement. Les membres non masqués d'AV, appelés « sensibilisateurs » s'adressent aux passants qui observent le cube, exposent le public à leur responsabilité personnelle dans l'utilisation des animaux et présentent le véganisme en tant qu'obligation morale. Les sensibilisateurs peuvent fournir des ressources pour aider les individus à mettre fin à leur participation à l’exploitation des animaux.
Les actions du groupe de Melbourne ont commencé en avril 2016 et seront suivies d'un groupe de Sydney à partir de novembre. En juin 2017, AV avait organisé plus de 348 manifestations à travers le monde, estimant avoir convaincu au moins 12 144 personnes de « réaliser l'inutilité de la violence engendrée à travers leur régime alimentaire et leur mode de vie ». En mai 2019, AV comptait plus de 1 000 chapitres dans le monde, et a organisé plus de 14 000 événements dans 974 villes, convainquant selon l'association plus de 440 000 personnes de « faire le lien ».
Les actions « Cube de la Vérité » sont censées être des actions pacifiques, afin de convaincre le plus grand nombre de personnes.

## Organisation
Anonymous for the Voiceless est une organisation décentralisée, hormis un site Web référençant les différents chapitres, et d'une série de groupes sur Facebook qui coordonnent les événements. En 2019, il existait plus de 1 000 chapitres à travers le monde (pour être considéré comme un chapitre actif, au moins une démonstration de Cube of Truth doit avoir lieu par mois. On estime à 9 600 le nombre de cubes par an.
Anonymous for the Voiceless a adopté une position abolitionniste sur l'exploitation animale s'opposant à toute exploitation animale par l'homme. Les activistes qui intimident ou harcèlent et ne respectent pas les principes du groupe ne sont pas autorisés à porter le nom du groupe.
Paul Bashir et Asal Alamdari ont fondé le groupe original à Melbourne sous forme d'une organisation à but non lucratif bien que son siège se trouve maintenant à Chiang Mai, en Thaïlande.

## Campagnes majeures

### International Cube Day
La première édition, organisée le 5 novembre 2016 par Anonymous for the Voiceless (AV), a coordonné plus de 200 actions simultanées de « Cube of Truth » à travers le monde. Devenue un rendez-vous annuel, l’édition 2018 a rassemblé plus de 500 cubes de la vérité à l’échelle mondiale.

### AV United
Introduit en 2019, le concept de « AV United » vise à rassembler des militants de plusieurs antennes locales au sein d’un même lieu pour former un Cube de la Vérité de grande envergure. Ces événements renforcent la solidarité entre activistes et la coordination régionale, tout en créant une présence visuelle marquante illustrant l’objectif abolitionniste du mouvement : l’abolition totale et immédiate de toute forme d’exploitation des animaux.

### One Dam Day (2019)
‘‘One Dam Day’’ a été une manifestation de 24 heures organisée par Anonymous for the Voiceless sur la place du Dam à Amsterdam. L’événement a réuni environ 1 000 militants et permis de sensibiliser des milliers de passants à la cause animale à travers des actions continues de rue.

### One Dam Week (2023)
Organisée du 2 au 9 septembre 2023, la campagne ‘‘One Dam Week’’ a consisté en huit jours consécutifs de manifestations sur la place du Dam à Amsterdam. Environ 350 militants y ont participé, maintenant une présence quotidienne pour dénoncer l’exploitation animale et promouvoir le véganisme abolitionniste.

### One Dam Month (2024)
Lancée en août 2024, ‘‘One Dam Month’’ a prolongé l’initiative précédente en organisant des manifestations quotidiennes pendant 31 jours consécutifs sur la place du Dam. Cette campagne de grande ampleur visait à accroître l’impact public et médiatique du message abolitionniste d’Anonymous for the Voiceless.

### One Dom Month (2025)
En juillet 2025, Anonymous for the Voiceless a organisé ‘‘One Dom Month’’ à Cologne, en Allemagne. Les actions quotidiennes ont eu lieu devant la cathédrale de Cologne (’‘Kölner Dom’’), d’où le nom de la campagne. Précédée d’une masterclass de sensibilisation le 30 juin, cette édition a été décrite par l’organisation comme la plus vaste jamais menée par le collectif.